# Nová Ves (okres Rychnov nad Kněžnou)
Nová Ves (německy Neudorf) je obec, která se nachází v okrese Rychnov nad Kněžnou v Královéhradeckém kraji. Žije zde 243 obyvatel.

## Historie
První písemná zmínka o obci pochází z roku 1575.

## Galerie

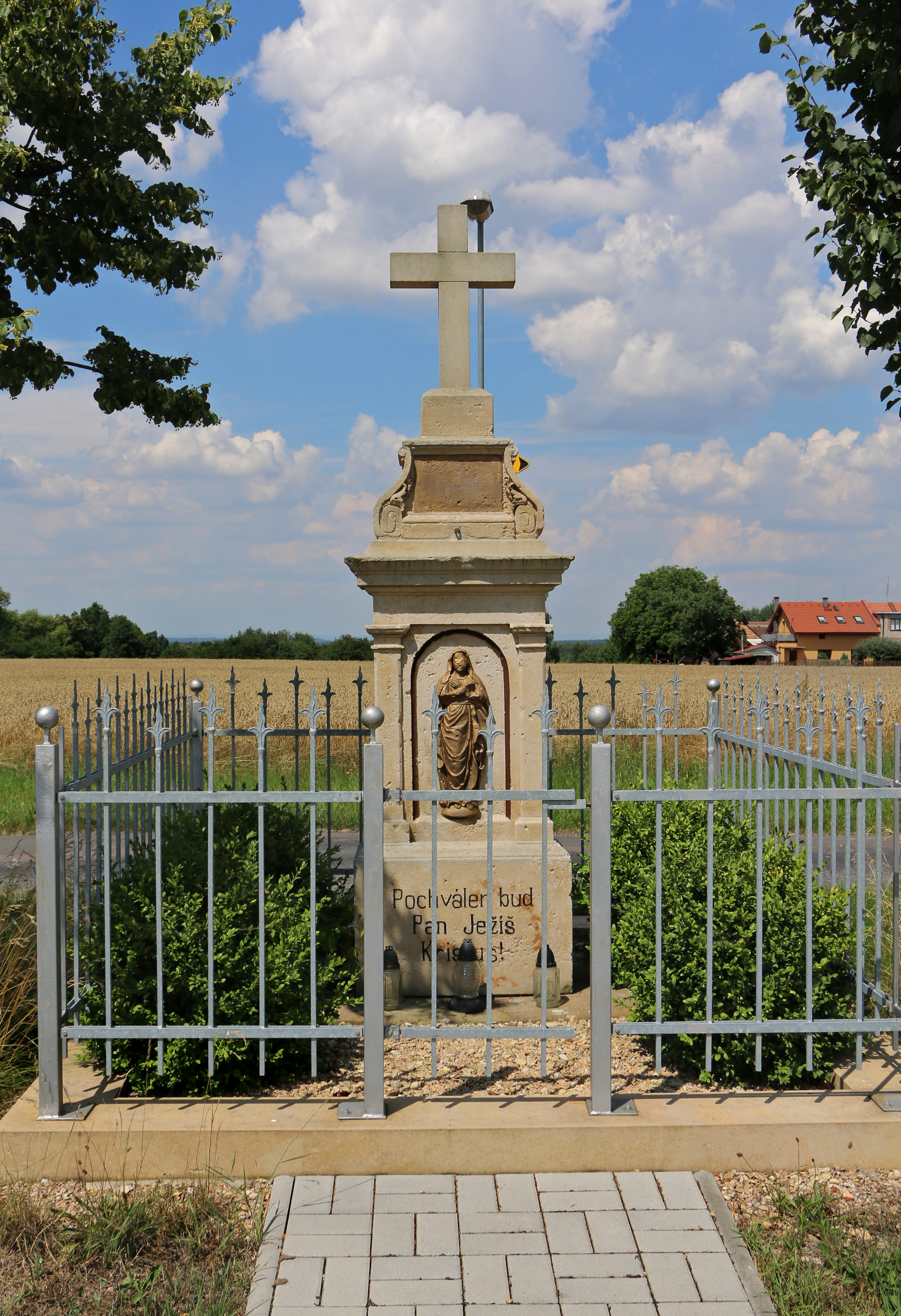
Oplocený křížek
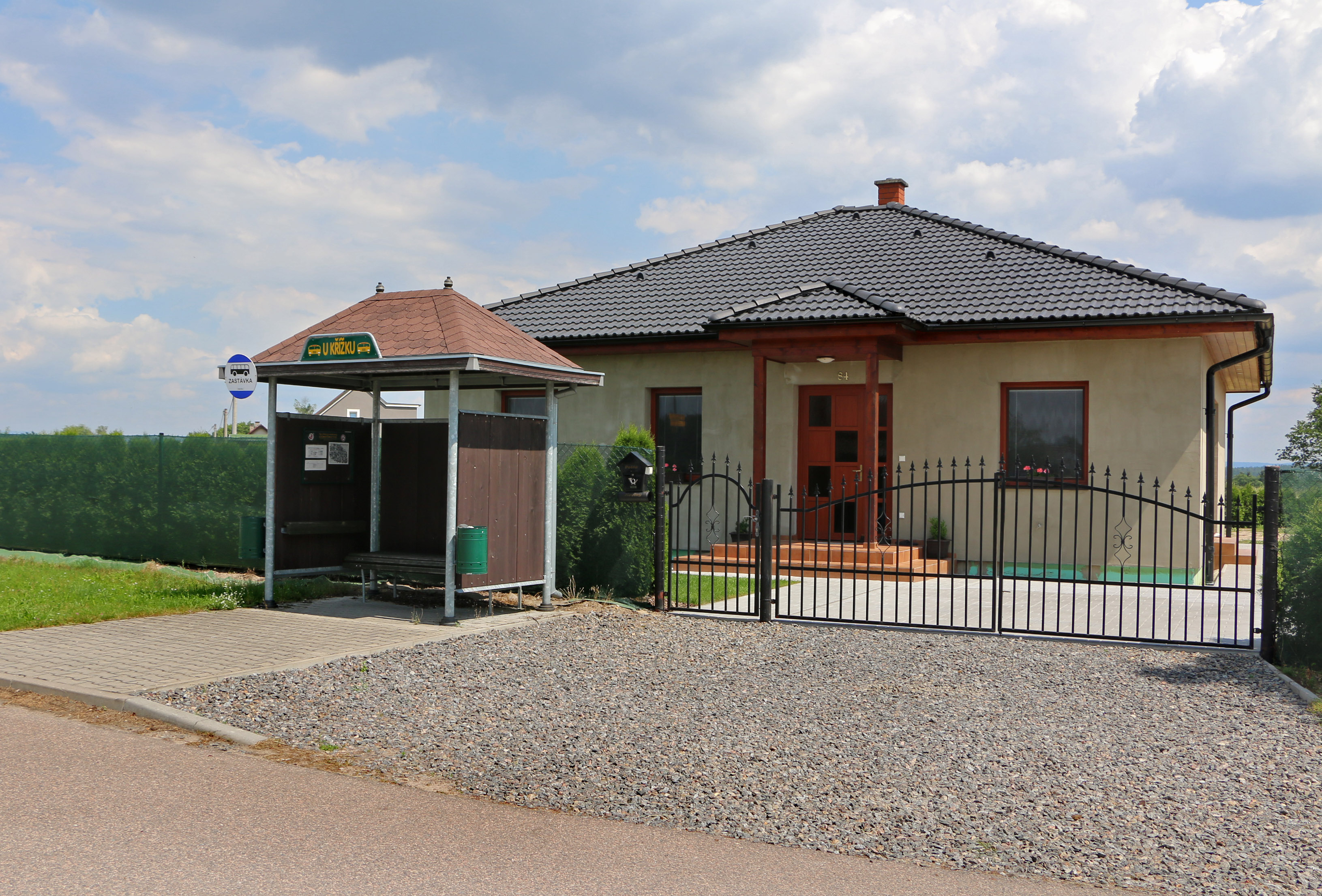
Zastávka na křižovatce
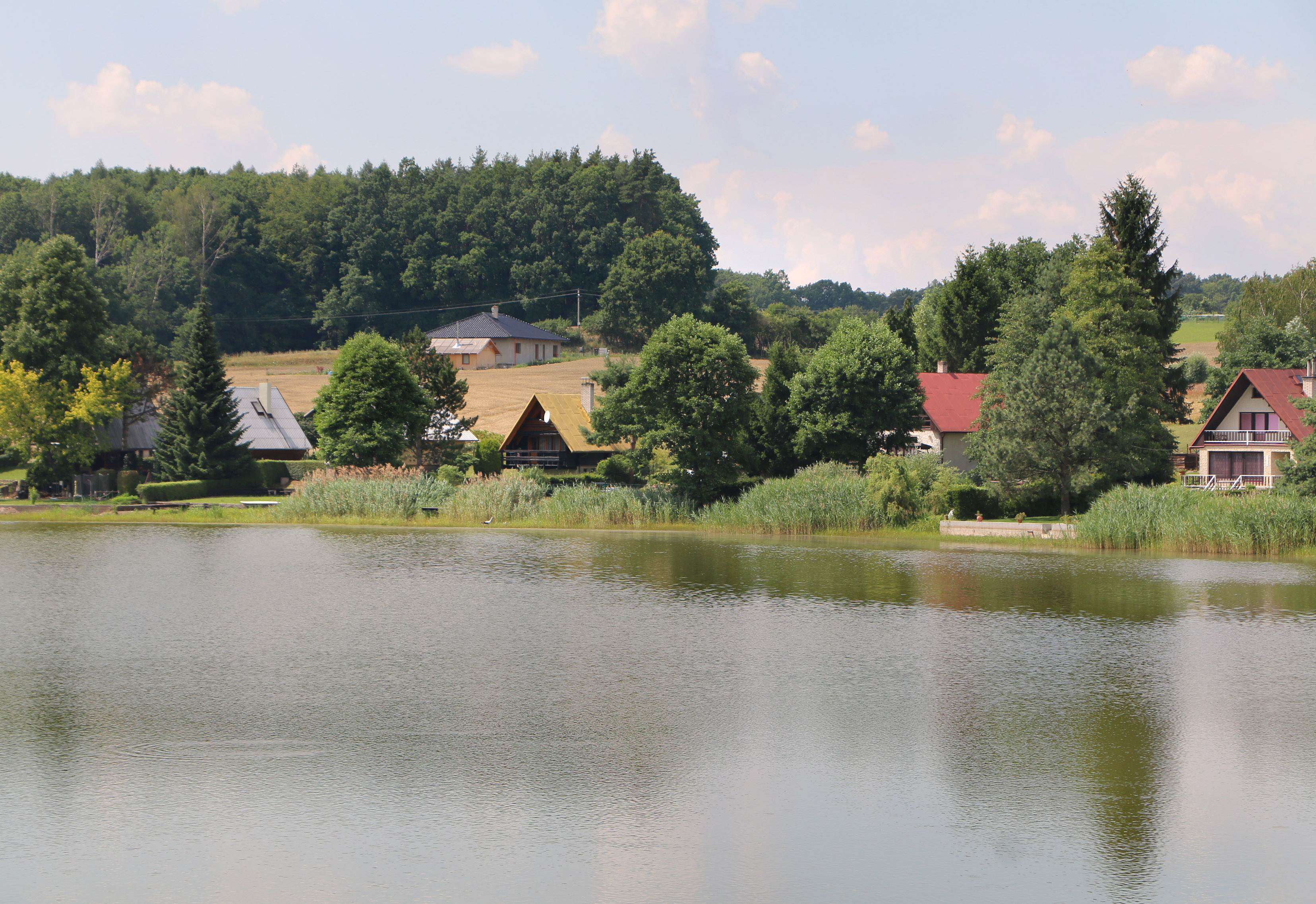
Novoveský rybník
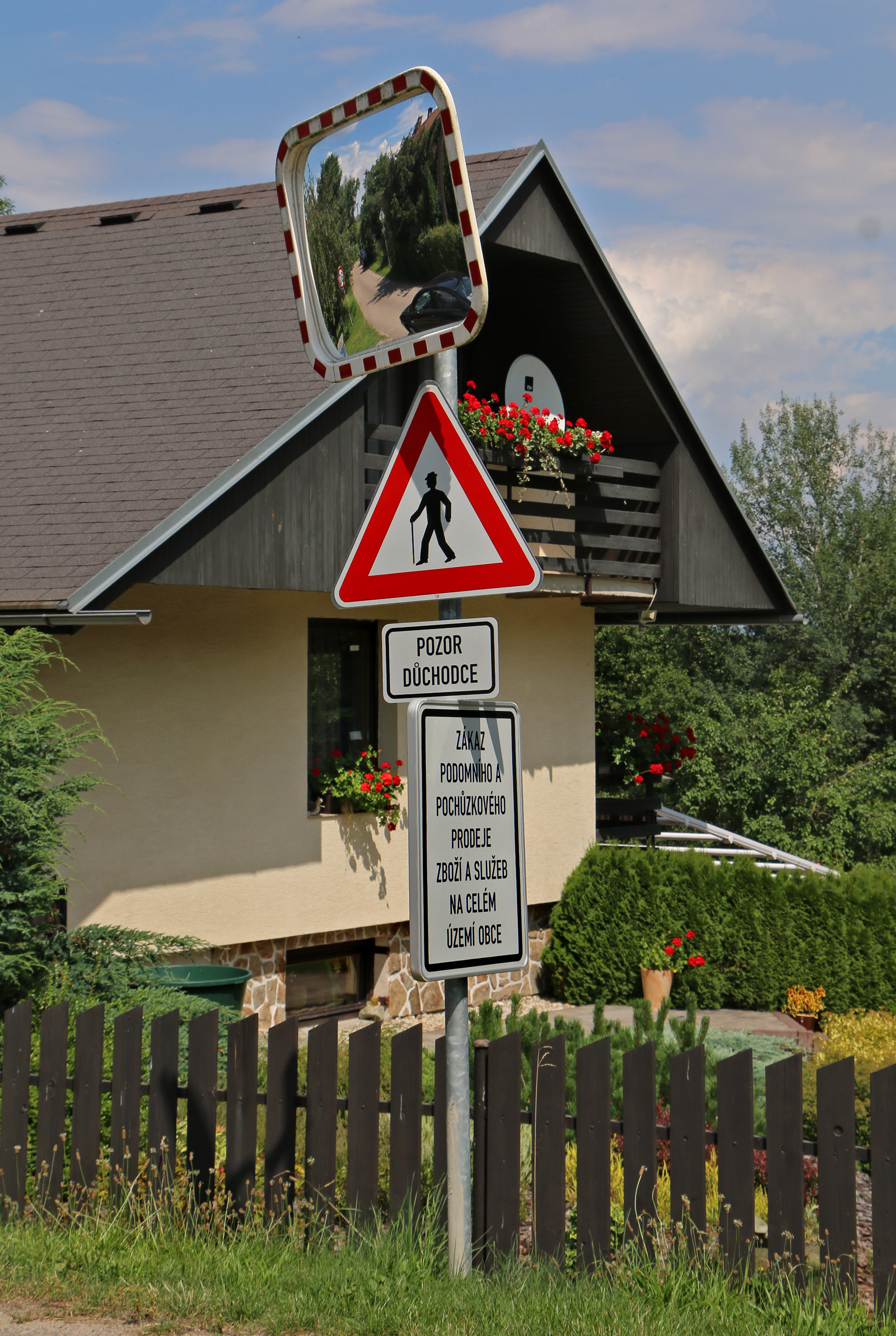
Značka v obci